# Ђурђова (Караш-Северин)
Ђурђова (рум. Giurgiova) насеље је у Румунији у округу Караш-Северин у општини Горуја. Oпштина се налази на надморској висини од 144 m.

## Прошлост
Аустријски царски ревизор Ерлер 1774. године констатовао је да место припада Карашовском округу, Вршачког дистрикта. Становништво је било претежно влашко.

## Становништво
Према подацима из 2002. године у насељу је живело 184 становника.

### Попис2002.
| Расподела становништва по националности 2002.‍ | Расподела становништва по националности 2002.‍ | Расподела становништва по националности 2002.‍ | Расподела становништва по националности 2002.‍ | Расподела становништва по националности 2002.‍ |
| --------------------------------------------- | --------------------------------------------- | --------------------------------------------- | --------------------------------------------- | --------------------------------------------- |
|                                               |                                               |                                               |                                               |                                               |
| Румуни                                        | Румуни                                        |                                               | 139                                           | 78,1%                                         |
| Роми                                          | Роми                                          |                                               | 39                                            | 21,9%                                         |